# Owyhee County
Owyhee County is een county in de Amerikaanse staat Idaho.
De county heeft een landoppervlakte van 19.886 km² en telt 10.644 inwoners (volkstelling 2000). De hoofdplaats is Murphy.
Owyhee ligt in het zuidwesten van de staat en is qua oppervlakte de op een na grootste, na Idaho County.

## Geschiedenis
De aanwezigheid van onder meer goud en zilver maakte van Owyhee vanaf de tweede helft van de 19e eeuw een van de dichtstbevolkte gebieden van Idaho, maar tegenwoordig is er nog maar nauwelijks mijnbouw en is de county juist dunbevolkt.

## Geografie

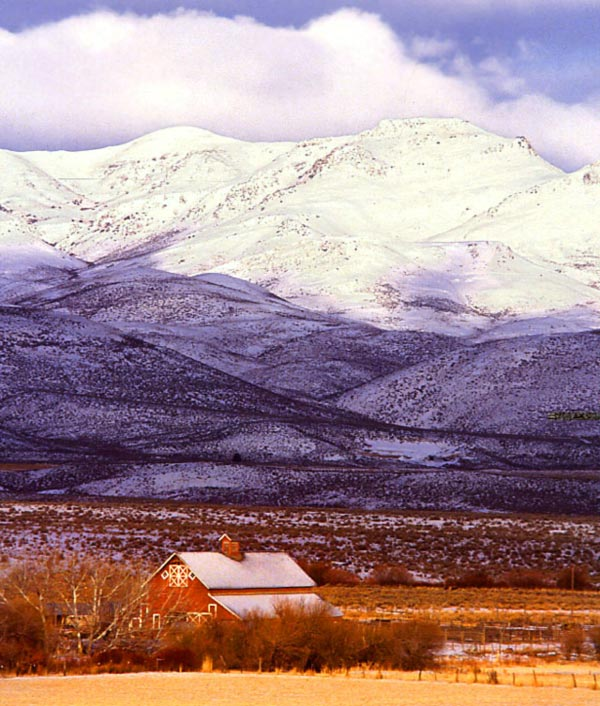
De Owyhee Mountains

Het grootste gedeelte van Owyhee County bestaat uit tussen de bergen liggende woestijngebieden. De hoogste berg is Hayden Peak (2561 m), in Owyhee Mountains in het westen.
De rivier de Snake vormt het grootste gedeelte van de noordgrens van Owyhee County.